# António Rafael
António Rafael Vilaça e Moura do Vale Machado (Braga, 9 de dezembro de 1971) é um músico português, mais conhecido pelo seu trabalho com a banda Mão Morta.

## Biografia
De 1979 a 1985 frequentou o Conservatório de Música Calouste Gulbenkian, em Braga, tendo obtido o 4.º grau do curso de ‘’Piano’’. Bacharel em ‘’Turismo’’ pelo Instituto Politécnico de Viana do Castelo (1994), concluiu a licenciatura na Escola Superior de Educação de Coimbra (2001). Tirou depois o mestrado em ‘’Gestão e Desenvolvimento em Turismo’’ pela Universidade de Aveiro (2005). Entre 2003 e 2013 foi professor convidado no Instituto Superior de Administração e Gestão, no Porto. É, desde 2010, professor convidado na Escola Superior de Tecnologia e Gestão de Viana do Castelo e, desde 2013, na Porto Business School. Trabalha ainda, e desde 1995, como consultor privado na área de turismo. Integra, desde 1990, o grupo de rock português Mão Morta, com as funções de teclista e guitarrista, para além de ser compositor e produtor. 
Antes de integrar os Mão Morta, António Rafael colaborou com os Bateau Lavoir (1988), como teclista, e com os Rua do Gin (1990), como baterista, tendo ainda estado na origem dos Baile de Baden-Baden onde, de 1988 a 1990, tocou bateria. Paralelamente aos Mão Morta foi membro fundador de outras bandas independentes portuguesas, como os Um Zero Amarelo (activos de 1990 a 2001, com retorno em 2012), Jazz Iguanas (2006) e Governo (activos de 2007 a 2012). Com Adolfo Luxúria Canibal criou o projecto de ‘’Spoken Word’’ Estilhaços (desde 2004). É um dos fundadores das cooperativas Imetua-Cooperativa Artística e Cultural (2003) e Auaufeiomau-Cooperativa Cultural (2011), bem como da editora de música alternativa Cobra (2003).
Entre 2000 e 2002 foi responsável por sonoplastia para CD-Rom e para páginas Internet. Vem compondo, desde 2001, bandas-sonoras originais para teatro e, desde 2010, para documentários etnográficos e outras obras videográficas. Fez ainda sonoplastia para bailados (2003 e 2011) e criou ambientes sonoros para exposições (1998-2000) e instalações (2013). 

## Discografia

### Com Mão Morta
- Corações Felpudos. Fungui. Lisboa: 1990. LP. / NorteSul. Oeiras: 1998. CD. / Cobra. Braga: 2009. CD.
- O.D., Rainha do Rock & Crawl. Área Total. Guarda: 1991. LP. / NorteSul. Oeiras: 1998. CD. / Cobra. Braga: 2009. CD.
- Mutantes S.21. Fungui. Lisboa: 1992. LP e CD. / Cobra. Braga: 2009. CD.
- Vénus em Chamas. BMG. Lisboa: 1994. CD e K7.
- Mão Morta Revisitada. BMG. Lisboa: 1995. CD e K7.
- Müller no Hotel Hessischer Hof. NorteSul. Oeiras: 1997. CD.
- Há Já Muito Tempo que Nesta Latrina o Ar se Tornou Irrespirável. NorteSul. Oeiras:1999. CD.
- Primavera de Destroços. NorteSul. Oeiras: 2001. CD.
- Primavera de Destroços + Ao Vivo na Aula Magna - 8 Maio 2001. Norte Sul. Oeiras: 2002. 2xCD.
- Carícias Malícias. Cobra. Braga: 2003. CD.
- Nus. Cobra. Braga: 2004. CD. / Lux Records. Coimbra: 2004. LP.
- Maldoror. Cobra. Braga: 2008. 2xCD.
- Rituais Transfigurados. Cobra. Braga: 2009. CD+DVD.
- Pesadelo em Peluche. Universal. Lisboa: 2010. CD. / Rastilho. Leiria: 2010. LP.
- Pelo Meu Relógio São Horas de Matar. NorteSul. Oeiras: 2014. CD / Rastilho . Leiria: 2014. LP

### Com Um Zero Amarelo
- Um Zero Amarelo. NorteSul. Oeiras: 2000. CD
- Born From Porn. Cobra. Braga: 2013. CD

### Com Jazz Iguanas
- Jazz Iguanas. Cobra. Braga: 2006. CD

### Com Adolfo Luxúria Canibal
- Estilhaços. Transporte de Animais Vivos. Vila Nova de Famalicão: 2006. CD.
- Desenho Diacrónico. Perve. Lisboa: 2011. Catálogo + CD.
- Estilhaços e Cesariny. Assírio & Alvim. Lisboa: 2011. Livro + CD.
- The Wall of Pleasure. Rooster. Nova Iorque: 2013. LP + 3 desenhos de Tiago Estrada.
- Estilhaços Cinemáticos. Cobra. Braga: 2014. CD.

### Com Governo
- Propaganda Sentimental. Optimus. Lisboa: 2009. CD

## Bandas Sonoras originais

### Cinema
- Müller no Hotel Hessischer Hof - Nuno Tudela (Documentário Musical, VHS, NorteSul, 1998 / DVD, Cobra, 2005)
- Maldoror por Mão Morta - Manuel Leite (Documentário Musical, DVD, Cobra, 2008)
- Água-Arriba, Histórias de Barcos e Homens - Carlos Eduardo Viana (Documentário Etnográfico, 2010)
- Águas em Conta - Carlos Eduardo Viana (Documentário Etnográfico, 2011)
- S. João D’Arga - Carlos Eduardo Viana (Documentário Etnográfico, 2011)
- S/título (мій голос) - João Onofre e Adolfo Luxúria Canibal (Vídeo-Arte, 2011)
- Argaço - Carlos Eduardo Viana (Documentário Etnográfico, 2012)
- Ao Lobo da Madragoa - Pedro Bastos (Ficção, 2012)

### Teatro
- Guiado por Deus e pelo Diabo – Sindicato de Poesia (Braga, 2001)
- A Saque – Joe Orton. Encenação Almeno Gonçalves. Teatroesfera (Massamá, 2002)
- Auto da Revisitação – Pedro Eiras e Jorge Louraço Figueira. Encenação António Fonseca. Teatro Nacional de S. João (Porto, 2002)
- Galináceos – Paula Sousa e Paulo Oom. Encenação Paulo Oom. Teatroesfera (Massamá, 2003)
- A Estalajadeira – Carlo Goldoni. Encenação António Durães. Companhia de Teatro de Braga (Braga, 2004)
- Os Portas – John Godber. Encenação Almeno Gonçalves. Sola do Sapato (Lisboa, 2004)
- Shakers – Jane Thornton e John Godber. Encenação Almeno Gonçalves. Sola do Sapato (Lisboa, 2005)
- Acredita, Estou Possuído! – Ronaldo Ciambroni. Encenação Almeno Gonçalves. Sola do Sapato (Lisboa, 2005)

### Bailados
- Seeds – Helena Mendonça (Braga, 2003)
- Princesas – Helena Mendonça (Braga, 2011)

### Exposições
- Metalmorphosis – Hugo Delgado e Nuno Cláudio (Fotografia e Pintura - Braga, 1998)
- Com a Casa na Cidade – Nuno Cláudio (Pintura - Braga, 1999)
- Impressões de Viagens – Rosário Forjaz (Pintura - Braga, 2000)
- The Wall of Pleasure – Tiago Estrada (Pintura – Nova Iorque, 2013)